# جيلو ابن هيرو الثاني
جيلو (أو جيلون) (قبل 266 ق.م - 216 ق.م) الابن الأكبر لهيرو الثاني، ملك سرقوسة، في ماجنا غراسيا.
توفي جيلو عن عمر يناهز أكثر من 50 عامًا قبل وقت قصير من وفاة والده. لا يُعرف الكثير عنه، لكن يبدو أنه ورث الشخصية الهادئة والحكيمة من والده. سجل بوليبيوس في مدحه أنه ضحى بطموحه الشخصي طاعة واحتراما لوالديه. ويبدو أن والده منحه منصبا في حكومته، ثم لقبه ملكا.
وأكد ليفيوس أنه بعد هزيمة الرومان الساحقة في كاناي، شرع جيلون بالتخلي عن تحالف روما لصالح تحالف قرطاج. ومن ثم بدأ محاولات اقناع مدن تحالف روما بالانضمام لقرطاجة، قبل أن يتوفى لاحقا في عام 216 قبل الميلاد. ولكن هذا يتناقض مع رأي بوليبيوس بشأن خضوعه لرأي والده، وربما يعززه تلميح ليفيوس أن وفاته حدثت في الوقت المناسب، مما أثار الشك حول قتل هييرو لابنه.
كان جيلون متزوجًا من نيريس "Nereis"، ابنة بيروس الإبيري، والتي أنجبت له ابنه هيرونيموس "Hieronymus"، وابنته هارمونيا "Harmonia"، التي تزوجت رجلا يدعى ثيميستوس "Themistus" من سرقوسة.
أهدى إليه أرخميدس أطروحته حاسب الرمل، وفيها يخاطبه بلقب الملك.
يظن بعض علماء العملات بأن العملات التي نسبت سابقا لـ جيلون الأكبر [الإنجليزية] تعود للملك جيلون ابن هيرو. وربما كانت الرأس الموجود على العملة هي رأسه نفسه[بحاجة لتوضيح].